# محمد المدني
هو محمد بن داود بن موسى بن عبد الله بن موسى بن عبد الله بن الحسن بن الحسن بن علي بن أبي طالب بن عبد المطلب بن هاشم بن عبد مناف بن قصي بن كلاب بن مرة بن كعب بن لؤي بن غالب بن فهر بن مالك بن قريش بن كنانة بن خزيمة بن مدركة بن إلياس بن مضر بن نزار بن معد بن عدنان. 
.

## حياته
- أمه سلمة بنت الحسن بن عبد الله بن الحسن بن موسى الكاظم الموسوية الحسينية .[3] عالم زاهد ورع مهابا كريما، له هيبة، عرف بالمدني نسبة إلى المدينة المنورة وذكر ان فيه البيت والعدد والسياسة، كما ورد في المصادر والمراجع المعتمدة، أما اولاده فهم، يحيى الزاهد وهو والد عبد الله الجيلي الجد الأول للشيخ عبد القادر الجيلي البغدادي، والحسن ولقب بابي الليل وعلي ووعبد الله ولقب بالصليل وأحمد ومن ذرية أحمد هذا الامام «علي الشرقي» المدفون في مدينة علي الشرقي في محافظة ميسان العراقية، والمدينة مسماة باسمه[4]، وَرَد المدينة حيث نزل في نواحيها بأرض السّويقة التي عَمّرَها والِدُة وتوارى بها، فَعُرِف بعبد الله السّويقي قاله البيهقي وهو أول من نُسِب إليها.[5] وفي ذلك خِلاف حول نِسْبتها إليها.[6][7]

## قالوا فيه
وكان عبد الله يقول شيئاً من الشّعر، ومن لطيف شِعْره :
فيا رب إن حانت وفاتي فلا تكن ,,,,,,,,على شرجعٍ يعلى بخضر المطارف).
وكان واحداً من جملة المعدودين ممن له فضيلة السّبق في منابذة الظالمين والامتناع من بيعتهم وترك متابعتهـم. فهـو من أئمة أهل البيت .
وعداه صاحبي الشافي والمصابيح من الأئمة الزّيدية ووصفه البيهقي بقوله عبد الله السُويْفي العالم الزاهد إمام من الزّيدية .

## روايته للحديث
وذكره صاحب تهذيب الكمال في عدة مواضع وروى عنه أكثر من خبر, وذكره ابن حجر في التهذيب في ترجمة زيد بن الحسن العلوي.

## وفاته
مات في أيام أبو بكر عبد الكريم الطائع لله. في يوم الثلاثاء ليلة النصف من شهر رمضان سنة 399 هـ.